# Pieter van Craesbeeck
Pieter van Craesbeeck, aussi connu comme Pedro Craesbeeck, né à Louvain en 1552 ou 1572 et mort le 1er avril 1632 à Lisbonne, est un typographe, imprimeur et libraire. En 1590, il fonde la maison d’édition qui joua pendant plus d'un siècle un rôle important au Portugal.

## Biographie

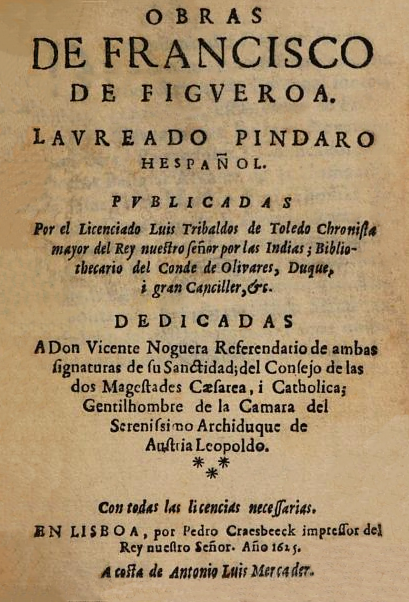
Obras de Francisco de Figueroa, Lisbonne, 1625.

Craesbeeck, qui appartenait à une importante famille flamande, a commencé à travailler comme apprenti chez les typographes Christophe Plantin et Balthasar Moretus. Fuyant les conflits religieux des Provinces-Unies, il s’installe à Lisbonne, où il fonde en 1590 l’une des premières imprimeries portugaises. Il apparaît dans certaines biographies comme étant né vers 1572, mais il est en réalité né près de 20 ans plus tôt. En effet, son maître Plantin est né entre 1514 et 1520, et son père, Wilhelmus van Craesbeke, qui a en 1545 un blason de l’empereur Charles Quint, participe de nouveau à la bataille de Pavie en 1525,.
Craesbeeck reçoit du roi Philippe II le titre de noblesse de fidalgo le 25 octobre 1617. Le 28 mai 1620, il est nommé imprimeur de la Maison royale et le 12 octobre 1628, il occupe le poste de libraire en chef du Royaume et de l’Ordre du Christ, postes dans lesquels lui succèdent son fils Paulo Craesbeeck et son petit-fils António Craesbeck de Melo,.
Tout au long de l’existence de l’imprimerie familiale Craesbeeck, 150 éditions sont publiées, dont neuf éditions du poème Les Lusiades et onze des Rimas, toutes deux de Luís de Camões. Craesbeeck est également responsable de la première édition du livre de voyage de Fernão Mendes Pinto, Peregrinação, imprimé à Lisbonne en 1614.
Il est enterré à Lisbonne, dans la chapelle de Santo André dos Flamengos, dont il était un frère perpétuel,.

## Famille
Lorsque Craesbeeck meurt en 1632, il a environ 80 ans et ses fils reprennent l’entreprise familiale. Lorenzo de Anvers (1606-1679), chevalier de l’Ordre du Christ, premier imprimeur de la Gazette dite de la Restauration (1641), reprend l’atelier typographique (Officina Craesbeeckiana). Son fils aîné, Paulo Craesbeeck (1605-1664), noble de la Maison royale (20 mars 1670), lui succède comme libraire en chef du royaume et des ordres militaires et imprimeur de la Maison royale. Avec la création d’une nouvelle imprimerie à Coimbra en 1639, il est également responsable de l’atelier de Lisbonne,.
Pieter van Craesbeeck est le frère cadet de messire Jean-Jacques van Craesbeke, membre des influents Lignages de Bruxelles, seigneur de Craesbeke et Vos à Louvain, et de Stephanus van Craesbeke, professeur à l’Université de Louvain, tous fils de Wilhelmus van Craesbeke, seigneur de Craesbeke, et son épouse Hyvindingis de Vos, dame de Vos. Wilhelmus van Craesbeke, décédé le 18 mars 1582 à Louvain, à l’âge d’environ 72 ans, est un noble de l’empereur Charles Quint, avec qui il participe dans sa jeunesse à la bataille de Pavie (1525) et de qui il reçoit un blason. le 4 avril 1545,.
Pieter Craesbeeck épouse Susana Domingues de Beja Anvers en 1602, décédée le 6 mai 1644 à Coimbra et enterrée dans l’église du Carmo (pt)de cette ville. Elle est la fille de João Domingues de Beja Anvers et de son épouse Catarina Gomes Pacheco,.